# Елі Ваї
Елі Ваї (фр. Elye Wahi, нар. 2 січня 2003, Куркуронн) — французький футболіст, нападник німецького клубу «Айнтрахт» (Франкфурт) та молодіжної збірної Франції.

## Клубна кар'єра
У дорослому футболі дебютував 2020 року виступами за команду «Монпельє», в якій провів три сезони, взявши участь у 86 матчах чемпіонату.  Більшість часу, проведеного у складі «Монпельє», був основним гравцем атакувальної ланки команди. У складі «Монпельє» був одним з головних бомбардирів команди, маючи середню результативність на рівні 0,37 гола за гру першості.
До складу «Ланса» приєднався 2023 року.
13 серпня 2024 року за 25 млн € був проданий до марсельського «Олімпіка».
У січні 2025 року перебрався до Німеччини, підписавши контракт на п'ять з половиною років із франкфуртським «Айнтрахтом».

## Виступи за збірну
З 2022 року залучається до складу молодіжної збірної Франції.